# DSZ–1
A DSZ–1 (oroszul: ДС – Днепропетровский спутник [Dnyepropetrovszkij szputnyik], magyarul: dnyepropetrovszki műhold) szovjet technológiai műhold, melyet az OKB–586 tervezőiroda fejlesztett ki az 1960-as évek elején a 63SZ1 hordozórakéták teszteléséhez. A műholdból két példány készült, mindkét indítás a hordozórakéta hibája miatt sikertelen volt. Ez volt a dnyepropetrovszki DSZ műholdsorozat első tagja, valamint a Juzsnoje tervezőiroda által tervezett első műholdtípus is.

## Feladata
A műholdat a 63SZ1 hordozórakéta kifejlesztése során a tesztindításokhoz hozták létre. Feladata volt a rakéta repülése során a túlterhelés, a hőterhelés, a vibráció mérése, a rakétáról leválva az önálló pálya adatainak mérése, a sugárterhelés mérése, a telemetriai adatok továbbítása a földi állomásra, valamint a rádiókapcsolat és a rakéta Majak–2 földi indító rendszerének tesztelése. A kozmikus sugárzás méréséért a Szovjet Tudományos Akadémia Alkalmazott Geofizikai Intézete volt a felelős.
A műholdtípussal két indítást végeztek 1961 végén. Az első indításra 1961. október 27-én került sor Kapusztyin Jarból. A műhold a rakétával együtt az indításnál megsemmisült. A második indítást 1961. december 21-én hajtották végre. A hordozórakéta a repülés 353,8. másodpercében műszaki hiba miatt megsemmisült. Így a DSZ–1 műholdak 63SZ1 rakétákkal végrehajtott mindkét repülése sikertelen volt. Ezután a hordozórakétán és a vezérlőrendszeren több módosítást hajtottak végre. A rakéta későbbi teszteléséhez már a DSZ–2 műholdakat használták.

## Jellemzői
A 165 kg össztömegű műhold teste hengeres felépítésű volt, melynek két végét félgömb zárta le. A műszertartályt nitrogénnel töltötték fel, ez normál légköri nyomást biztosított a műszereknek. A műhold felületén 20 peremes tartót alakítottak ki, ezekhez rögzítették az antennákat és az egyes műszerek érzékelőit. Energiaellátását kémiai akkumulátorok biztosították. A rádióparancsok alapján működő vezérlőberendezését az NII–648 kutatóintézet készítette. A műholdba egy Tral–MSZD típusú rádió-telemetriai egységet, egy Rubin–1D típusú rádiós pályaellenőrző rendszert, valamint egy kis teljesítményű MBP–1 típusú rádióadót építettek. A műhold elülső félgömbjén helyezték el a napsugárzás jeladóit, amely a műhold Nap felé történő orientációjáról gondoskodott. A kozmikus sugárzás mérésére egy LZ–7 típusú sugárdetektorral szerelték fel.
A DSZ–1 műhold konstrukciója alapul szolgált a DSZ sorozat több későbbi műholdjához.